# Alice's Sacrifice
Alice's Sacrifice est un film muet américain sorti en 1911.

## Fiche technique
- Production : Siegmund Lubin
- Date de sortie :  États-Unis : 17 juillet 1911

## Distribution
- Jessalyn Van Trump : Alice Moore